# Acentrophryne
Acentrophryne es un género de peces de la familia Linophrynidae.

## Descripción
Acentrophryne se conoce solo a partir de hembras metamorfoseadas; se desconocen los machos y las larvas. Estas hembras se diferencian de los demás géneros por la ausencia de espinas en el preopérculo. Tampoco presentan espinas en los huesos frontal, epiótico ni postemporal, y presentan un menor número de dientes: de 6 a 26 premaxilares y de 9 a 16 a cada lado de la mandíbula inferior. Estos dientes son muy largos y se disponen en dos o tres series de filas oblicuas que se superponen. También presentan entre 2 y 6 dientes en el vómer. El noveno radio de la aleta caudal mide aproximadamente la mitad de la longitud del octavo. El ilicio cuenta con una longitud equivalente a entre el 35,7% y el 70,5% de la longitud estándar, y la esca presenta un apéndice distal, desprovisto de pigmento. Carecen de barbilla hioidea. Aparte del apéndice distal, estos peces son uniformemente negros. La especie más grande del género es A. dolichonema con una longitud estándar máxima publicada de 10,5 cm (4,1 pulgadas).

## Distribución y hábitat
Las especies de Acentrophryne se conocen solo en el océano Pacífico oriental, donde se han registrado frente a Costa Rica, Panamá, Colombia y Perú a profundidades entre 201 y 1280 m (659 y 4199 pies).